# Helgafell (Hafnarfjörður)
Der Helgafell ist ein 340 Meter hohe vulkanischer Berg im Südwesten von Island. Er befindet sich südöstlich der Stadt Hafnarfjörður auf dem Gebiet der gleichnamigen Gemeinde.

## Name
Es gibt vermutlich deshalb in Island so viele Berge des Namens Helgafell, weil auf ihnen in heidnischer Zeit Wikingerheiligtümer zu finden waren. Übersetzt heißt Helgafell heiliger Berg. So hat ein isländischer Architekt die Steinmännchen auf diversen Bergen der Umgebung auf einer Karte mit demjenigen auf dem Helgafell verbunden, wobei er herausfand, dass sie vermutlich einen Sonnenkalender darstellten.

## Geologie
Der Helgafell entstand durch einen Spaltenausbruch während der letzten Eiszeit.
Der Berg ist umgeben von Lavafeldern des Trölladyngja- oder Krýsuvík-Vulkansystems. Unterhalb von ihm befindet sich jedoch auch eine neuzeitliche Ausbruchsstelle. Aus ihr strömten noch nach der Landnahme Islands im 9. Jahrhundert die Laven des Lavafelds Gvendarselshraun, welches damit zu den jüngsten Lavafeldern auf Reykjanesskagi gehört.

## Wandern auf den Helgafell
Der Helgafell gehört zu den beliebtesten Wanderzielen rund um die isländische Hauptstadt Reykjavík. Gekennzeichnete Wanderwege führen z. B. von Kaldársel auf den Berg.